# Hans Ludwig Lonsdorfer
Hans Ludwig Lonsdorfer (* 1923 oder 1924; † 6. März 1984) war ein deutscher Komponist und Textdichter von Karnevalsliedern.

## Leben
Hans Ludwig Lonsdorfer war von 1957 bis 1981 Vorsitzender der KG Düsseldorfer Spiesratze e.V. 1911. Hauptsächlich für den Düsseldorfer Karneval schrieb er Lieder wie Du darfst mich lieben für drei tolle Tage und
… wo bleibt unser Altbier? (1978), das des Covers von Die Toten Hosen von 1986 wegen auch Altbierlied genannt wird.
Einen Tag nach Rosenmontag 1984 erlag Lonsdorfer im Alter von 62 Jahren den Folgen seines Krebsleiden. Das Altbierlied gilt heutzutage als eine Stadthymne Düsseldorfs und als Erkennungsmelodie einiger Sportvereine. Hier sei vor allem die Düsseldorfer EG zu nennen, die das Lied vor Heimspielen traditionell als letztes vor Spielbeginn spielt. Markant dabei ist, dass die Fans das Lied nach seinem Ende unmittelbar erneut anstimmen – dann A capella.

## Bekannte Lieder
- 1955: Mein Durst kennt keine Jahreszeit
- 1961: Wer im Sommer Kappes klaut
- 1961: Warum darf denn der Himmel immer blau sein?
- 1964: Das darf nicht wahr sein!
- 1965: Ich bin kein Winnetou
- Eddy Christiani: Carnaval met jou[3]
- 1973: Ernst Neger: Wenn du mich suchst mein Schatz, ich bin in der Kneipe[5]
- 1974: Der Durst kennt keine Jahreszeit[6]
- Ich will in die Altstadt
- Der liebe Vati[7]
- 1962: So verrückt wie wir ist kein Mensch auf Erden[8]
- 1962: Da haben sie recht, Frau Specht[8]
- Die Hochzeit findet an der Theke statt[9]
- 1970: Am schönsten ist’s im Bett
- Der Schnäuz
- 1964: Vom Küssen wird man schön